# 薩朱爾河
薩朱爾河是西亞的河流，流經敘利亞和土耳其，是幼發拉底河的支流。河道全長108公里，流域面積2,042平方公里，平均流量每秒4.1立方米，河畔城鎮有加濟安泰普和曼比傑。